# 1. Fußball-Club Köln 01/07 2019-2020
Questa voce raccoglie le informazioni riguardanti il 1. Fußball-Club Köln 01/07 nelle competizioni ufficiali della stagione 2019-2020.

## Stagione
Nella stagione 2019-2020 il Colonia, allenato da Achim Beierlorzer e Markus Gisdol, concluse il campionato di Bundesliga al 14º posto. In Coppa di Germania il Colonia fu eliminato al secondo turno dal Saarbrücken.

## Rosa
| N. |                     | Ruolo | Calciatore         |
| -- | ------------------- | ----- | ------------------ |
| 1  | Germania (bandiera) | P     | Timo Horn          |
| 2  | Germania (bandiera) | D     | Benno Schmitz      |
| 5  | Germania (bandiera) | D     | Rafael Czichos     |
| 6  | Germania (bandiera) | C     | Marco Höger        |
| 7  | Germania (bandiera) | C     | Marcel Risse       |
| 8  | Belgio (bandiera)   | C     | Birger Verstraete  |
| 9  | Germania (bandiera) | A     | Simon Terodde      |
| 11 | Germania (bandiera) | C     | Kingsley Schindler |
| 14 | Germania (bandiera) | D     | Jonas Hector       |
| 15 | Colombia (bandiera) | A     | Jhon Córdoba       |
| 17 | Germania (bandiera) | C     | Christian Clemens  |
| 18 | Germania (bandiera) | P     | Thomas Kessler     |
| 19 | Nigeria (bandiera)  | D     | Kingsley Ehizibue  |
| 20 | Germania (bandiera) | C     | Elvis Rexhbeçaj    |
| 22 | Spagna (bandiera)   | D     | Jorge Meré         |

| N. |                        | Ruolo | Calciatore         |
| -- | ---------------------- | ----- | ------------------ |
| 23 | Germania (bandiera)    | A     | Mark Uth           |
| 24 | Germania (bandiera)    | C     | Dominick Drexler   |
| 25 | Germania (bandiera)    | A     | Tim Lemperle       |
| 27 | Francia (bandiera)     | A     | Anthony Modeste    |
| 28 | Tunisia (bandiera)     | C     | Ellyes Skhiri      |
| 29 | Germania (bandiera)    | A     | Jan Thielmann      |
| 30 | Austria (bandiera)     | C     | Florian Kainz      |
| 31 | Stati Uniti (bandiera) | P     | Brady Scott        |
| 32 | Germania (bandiera)    | P     | Julian Krahl       |
| 33 | Belgio (bandiera)      | D     | Sebastiaan Bornauw |
| 34 | Germania (bandiera)    | D     | Noah Katterbach    |
| 36 | Germania (bandiera)    | C     | Niklas Hauptmann   |
| 37 | Germania (bandiera)    | D     | Toni Leistner      |
| 38 | Senegal (bandiera)     | D     | Ismail Jakobs      |
| 40 | Germania (bandiera)    | D     | Robert Voloder     |

## Organigramma societario
Area tecnica
- Preparatori atletici:
- Allenatore in seconda: Frank Kaspari, André Pawlak, Manfred Schmid
- Preparatore dei portieri: Andreas Menger
- Analisi video: Hannes Dold, Denis Huckestein
- Allenatore: Markus Gisdol

## Calciomercato

### Sessione estiva
| Acquisti | Acquisti           | Acquisti      | Acquisti |
| R.       | Nome               | da            | Modalità |
| -------- | ------------------ | ------------- | -------- |
| D        | Yann Bisseck       | Holstein Kiel |          |
| D        | Sebastiaan Bornauw | Anderlecht    |          |
| C        | Ellyes Skhiri      | Montpellier   |          |
| C        | Darko Čurlinov     | Colonia II    |          |
| D        | Kingsley Ehizibue  | PEC Zwolle    |          |
| P        | Julian Krahl       | RB Lipsia     |          |
| C        | Kingsley Schindler | Holstein Kiel |          |
| C        | Birger Verstraete  | Gent          |          |

| Cessioni | Cessioni              | Cessioni             | Cessioni |
| R.       | Nome                  | a                    | Modalità |
| -------- | --------------------- | -------------------- | -------- |
| C        | Nikolas Nartey        | Stoccarda            |          |
| C        | Salih Özcan           | Holstein Kiel        |          |
| D        | Yann Bisseck          | Roda JC              |          |
| D        | Frederik Sørensen     | Young Boys           |          |
| D        | Jannes Horn           | Hannover 96          |          |
| P        | Jan-Christoph Bartels | Wehen Wiesbaden      |          |
| C        | Chris Führich         | Borussia Dortmund II |          |

### Sessione invernale
| Acquisti | Acquisti        | Acquisti   | Acquisti |
| R.       | Nome            | da         | Modalità |
| -------- | --------------- | ---------- | -------- |
| D        | Toni Leistner   | QPR        |          |
| C        | Elvis Rexhbeçaj | Wolfsburg  |          |
| A        | Mark Uth        | Schalke 04 |          |

| Cessioni | Cessioni         | Cessioni          | Cessioni |
| R.       | Nome             | a                 | Modalità |
| -------- | ---------------- | ----------------- | -------- |
| D        | Matthias Bader   | Darmstadt         |          |
| C        | Vincent Koziello | Paris FC          |          |
| D        | Lasse Sobiech    | R.E. Mouscron     |          |
| C        | Louis Schaub     | Amburgo           |          |
| A        | Sebastian Müller | Arminia Bielefeld |          |

## Risultati

### Bundesliga

#### Girone di andata
| Arbitro: | Jablonski |

|                         |           |             |
| Arnold 16’ Weghorst 60’ | Marcatori | 90’ Terodde |

| Arbitro: | Dingert |

|             |           |                                   |
| Drexler 29’ | Marcatori | 70’ Sancho 86’ Hakimi 90’ Alcácer |

| Arbitro: | Kampka |

|                    |           |                        |
| Czichos 40’ (aut.) | Marcatori | 52’ Modeste 90’ Skhiri |

| Arbitro: | Aytekin |

|  |           |          |
|  | Marcatori | 14’ Pléa |

| Arbitro: | Ittrich |

|                                                     |           |  |
| Lewandowski 3’, 48’ Coutinho 62’ (rig.) Perišić 73’ | Marcatori |  |

| Arbitro: | Storks |

|  |           |                                           |
|  | Marcatori | 23’ Dilrosun 59’, 62’ Ibišević 83’ Boyata |

| Arbitro: | Welz |

|            |           |            |
| Serdar 72’ | Marcatori | 90’ Hector |

| Arbitro: | Gräfe |

|                                   |           |  |
| Terodde 9’ Schaub 59’ Bornauw 85’ | Marcatori |  |

| Arbitro: | Willenborg |

|                                      |           |             |
| Boëtius 21’ Quaison 57’ Öztunalı 82’ | Marcatori | 14’ Terodde |

| Arbitro: | Jablonski |

|                                |           |  |
| Hennings 38’ (rig.) Thommy 61’ | Marcatori |  |

| Arbitro: | Kampka |

|             |           |                                |
| Córdoba 34’ | Marcatori | 48’ Adamyan 90’ (rig.) Locadia |

| Arbitro: | Schröder |

|                                                |           |             |
| Werner 22’ Forsberg 32’ (rig.), 79’ Laimer 37’ | Marcatori | 39’ Czichos |

| Arbitro: | Stieler |

|             |           |                   |
| Córdoba 86’ | Marcatori | 43’ Niederlechner |

| Arbitro: | Ittrich |

|                    |           |  |
| Andersson 33’, 50’ | Marcatori |  |

| Arbitro: | Gräfe |

|                         |           |  |
| Córdoba 73’ Bornauw 84’ | Marcatori |  |

| Arbitro: | Aytekin |

|                              |           |                                               |
| Hinteregger 6’ Paciência 30’ | Marcatori | 44’ Hector 72’ Bornauw 81’ Drexler 90’ Jakobs |

| Arbitro: | Schlager |

|             |           |  |
| Córdoba 39’ | Marcatori |  |

#### Girone di ritorno
| Arbitro: | Fritz |

|                             |           |             |
| Córdoba 22’, 45’ Hector 62’ | Marcatori | 66’ Steffen |

| Arbitro: | Osmers |

|                                                   |           |         |
| Guerreiro 1’ Reus 29’ Sancho 48’ Haaland 77’, 87’ | Marcatori | 65’ Uth |

| Arbitro: | Kampka |

|                                                 |           |  |
| Bornauw 29’ Córdoba 55’ Ehizibue 90’ Jakobs 90’ | Marcatori |  |

| Arbitro: | Aytekin |

|                            |           |         |
| Embolo 32’ Meré 70’ (aut.) | Marcatori | 81’ Uth |

| Arbitro: | Zwayer |

|         |           |                                         |
| Uth 70’ | Marcatori | 3’ Lewandowski 5’ Coman 12’, 66’ Gnabry |

| Arbitro: | Schlager |

|  |           |                                        |
|  | Marcatori | 4’, 22’ Córdoba 37’, 62’ Kainz 69’ Uth |

| Arbitro: | Gräfe |

|                                         |           |  |
| Bornauw 9’ Córdoba 39’ Nübel 75’ (aut.) | Marcatori |  |

| Arbitro: | Siebert |

|            |           |                     |
| Srbeny 73’ | Marcatori | 28’ Meré 36’ Hector |

| Arbitro: | Winkmann |

|                         |           |                       |
| Uth 6’ (rig.) Kainz 53’ | Marcatori | 61’ Awoniyi 72’ Kunde |

| Arbitro: | Cortus |

|                         |           |                        |
| Modeste 88’ Córdoba 90’ | Marcatori | 41’ Karaman 61’ Thommy |

| Arbitro: | Brych |

|                                |           |           |
| Baumgartner 11’, 46’ Zuber 48’ | Marcatori | 60’ Kainz |

| Arbitro: | Dingert |

|                        |           |                                           |
| Córdoba 7’ Modeste 55’ | Marcatori | 20’ Schick 38’ Nkunku 50’ Werner 57’ Olmo |

| Arbitro: | Cortus |

|         |           |             |
| Max 88’ | Marcatori | 85’ Modeste |

| Arbitro: | Petersen |

|             |           |                           |
| Córdoba 90’ | Marcatori | 39’ Friedrich 67’ Gentner |

| Arbitro: | Jablonski |

|                                 |           |             |
| Bender 7’ Havertz 39’ Diaby 83’ | Marcatori | 59’ Bornauw |

| Arbitro: | Dingert |

|                  |           |          |
| Kainz 45’ (rig.) | Marcatori | 72’ Dost |

| Arbitro: | Dankert |

|                                                                  |           |             |
| Ōsako 22’, 58’ Rashica 27’ Füllkrug 29’ Klaassen 55’ Sargent 68’ | Marcatori | 62’ Drexler |

### Coppa di Germania
| Arbitro: | Schröder |

|                               |                      |                                         |
| Lorch 53’, 56’ Kyereh 118’    | Marcatori            | 39’ Córdoba 42’ Kainz 107’ Schaub       |
| Kuhn Gül Guthörl Kyereh Ajani | Tiri di rigore 2 – 3 | Terodde Kainz Modeste Hector Verstraete |

| Arbitro: | Petersen |

|                                     |           |                        |
| Schorch 53’ Jurcher 57’ Jänicke 90’ | Marcatori | 70’ Hector 84’ Terodde |

## Statistiche

### Statistiche di squadra
| Competizione      | Punti | In casa | In casa | In casa | In casa | In casa | In casa | In trasferta | In trasferta | In trasferta | In trasferta | In trasferta | In trasferta | Totale | Totale | Totale | Totale | Totale | Totale | DR  |
| Competizione      | Punti | G       | V       | N       | P       | Gf      | Gs      | G            | V            | N            | P            | Gf           | Gs           | G      | V      | N      | P      | Gf     | Gs     | DR  |
| ----------------- | ----- | ------- | ------- | ------- | ------- | ------- | ------- | ------------ | ------------ | ------------ | ------------ | ------------ | ------------ | ------ | ------ | ------ | ------ | ------ | ------ | --- |
| Bundesliga        | 36    | 17      | 6       | 4       | 7       | 28      | 27      | 17           | 4            | 2            | 11           | 23           | 42           | 34     | 10     | 6      | 18     | 51     | 69     | -18 |
| Coppa di Germania | -     | 0       | 0       | 0       | 0       | 0       | 0       | 2            | 0            | 1            | 1            | 5            | 6            | 2      | 0      | 1      | 1      | 5      | 6      | -1  |
| Totale            | 36    | 17      | 6       | 4       | 7       | 28      | 27      | 19           | 4            | 3            | 12           | 28           | 48           | 36     | 10     | 7      | 19     | 56     | 75     | -19 |

### Andamento in campionato
| Giornata  | 1  | 2  | 3  | 4  | 5  | 6  | 7  | 8  | 9  | 10 | 11 | 12 | 13 | 14 | 15 | 16 | 17 | 18 | 19 | 20 | 21 | 22 | 23 | 24 | 25 | 26 | 27 | 28 | 29 | 30 | 31 | 32 | 33 | 34 |
| --------- | -- | -- | -- | -- | -- | -- | -- | -- | -- | -- | -- | -- | -- | -- | -- | -- | -- | -- | -- | -- | -- | -- | -- | -- | -- | -- | -- | -- | -- | -- | -- | -- | -- | -- |
| Luogo     | T  | C  | T  | C  | T  | C  | T  | C  | T  | T  | C  | T  | C  | T  | C  | T  | C  | C  | T  | C  | T  | C  | T  | C  | T  | C  | C  | T  | C  | T  | C  | T  | C  | T  |
| Risultato | P  | P  | V  | P  | P  | P  | N  | V  | P  | P  | P  | P  | N  | P  | V  | V  | V  | V  | P  | V  | P  | P  | V  | V  | V  | N  | N  | P  | P  | N  | P  | P  | N  | P  |
| Posizione | 13 | 17 | 14 | 15 | 16 | 17 | 17 | 15 | 16 | 17 | 17 | 17 | 17 | 18 | 17 | 15 | 15 | 13 | 14 | 14 | 13 | 14 | 13 | 12 | 10 | 10 | 10 | 11 | 12 | 12 | 12 | 13 | 14 | 14 |

Legenda:

Luogo: C = Casa; T = Trasferta. Risultato: V = Vittoria; N = Pareggio; P = Sconfitta.

### Statistiche dei giocatori
| Giocatore     | Bundesliga | Bundesliga | Bundesliga  | Bundesliga | Coppa di Germania | Coppa di Germania | Coppa di Germania | Coppa di Germania | Totale   | Totale | Totale      | Totale     |
| Giocatore     | Presenze   | Reti       | Ammonizioni | Espulsioni | Presenze          | Reti              | Ammonizioni       | Espulsioni        | Presenze | Reti   | Ammonizioni | Espulsioni |
| ------------- | ---------- | ---------- | ----------- | ---------- | ----------------- | ----------------- | ----------------- | ----------------- | -------- | ------ | ----------- | ---------- |
| M. Bader      | 1          | 0          | 0           | 0          | 1                 | 0                 | 0                 | 0                 | 2        | 0      | 0           | 0          |
| Y. Bisseck    | 0          | 0          | 0           | 0          | 0                 | 0                 | 0                 | 0                 | 0        | 0      | 0           | 0          |
| S. Bornauw    | 28         | 6          | 5           | 1          | 1                 | 0                 | 0                 | 0                 | 29       | 6      | 5           | 1          |
| D. Čurlinov   | 1          | 0          | 0           | 0          | 0                 | 0                 | 0                 | 0                 | 1        | 0      | 0           | 0          |
| C. Clemens    | 1          | 0          | 0           | 0          | 0                 | 0                 | 0                 | 0                 | 1        | 0      | 0           | 0          |
| R. Czichos    | 26         | 1          | 2           | 1          | 1                 | 0                 | 0                 | 0                 | 27       | 1      | 2           | 1          |
| J. Córdoba    | 29         | 13         | 5           | 0          | 2                 | 1                 | 2                 | 0                 | 31       | 14     | 7           | 0          |
| D. Drexler    | 27         | 3          | 5           | 0          | 2                 | 0                 | 1                 | 0                 | 29       | 3      | 6           | 0          |
| K. Ehizibue   | 31         | 1          | 6           | 1          | 1                 | 0                 | 0                 | 0                 | 32       | 1      | 6           | 1          |
| N. Hauptmann  | 0          | 0          | 0           | 0          | 0                 | 0                 | 0                 | 0                 | 0        | 0      | 0           | 0          |
| J. Hector     | 29         | 4          | 9           | 0          | 2                 | 1                 | 2                 | 0                 | 31       | 5      | 11          | 0          |
| J. Horn       | 0          | 0          | 0           | 0          | 0                 | 0                 | 0                 | 0                 | 0        | 0      | 0           | 0          |
| T. Horn       | 34         | 0          | 0           | 0          | 2                 | 0                 | 0                 | 0                 | 36       | 0      | 0           | 0          |
| M. Höger      | 15         | 0          | 2           | 0          | 1                 | 0                 | 0                 | 0                 | 16       | 0      | 2           | 0          |
| I. Jakobs     | 20         | 2          | 4           | 0          | 0                 | 0                 | 0                 | 0                 | 20       | 2      | 4           | 0          |
| F. Kainz      | 28         | 5          | 5           | 0          | 1                 | 1                 | 0                 | 0                 | 29       | 6      | 5           | 0          |
| N. Katterbach | 18         | 0          | 2           | 0          | 1                 | 0                 | 0                 | 0                 | 19       | 0      | 2           | 0          |
| T. Kessler    | 0          | 0          | 0           | 0          | 0                 | 0                 | 0                 | 0                 | 0        | 0      | 0           | 0          |
| V. Koziello   | 0          | 0          | 0           | 0          | 0                 | 0                 | 0                 | 0                 | 0        | 0      | 0           | 0          |
| J. Krahl      | 0          | 0          | 0           | 0          | 0                 | 0                 | 0                 | 0                 | 0        | 0      | 0           | 0          |
| T. Leistner   | 13         | 0          | 3           | 0          | 0                 | 0                 | 0                 | 0                 | 13       | 0      | 3           | 0          |
| T. Lemperle   | 1          | 0          | 0           | 0          | 0                 | 0                 | 0                 | 0                 | 1        | 0      | 0           | 0          |
| J. Meré       | 11         | 1          | 4           | 1          | 2                 | 0                 | 0                 | 0                 | 13       | 1      | 4           | 1          |
| A. Modeste    | 27         | 4          | 1           | 0          | 2                 | 0                 | 0                 | 0                 | 29       | 4      | 1           | 0          |
| E. Rexhbeçaj  | 13         | 0          | 3           | 0          | 0                 | 0                 | 0                 | 0                 | 13       | 0      | 3           | 0          |
| M. Risse      | 6          | 0          | 1           | 0          | 1                 | 0                 | 0                 | 0                 | 7        | 0      | 1           | 0          |
| L. Schaub     | 9          | 1          | 0           | 0          | 2                 | 1                 | 0                 | 0                 | 11       | 2      | 0           | 0          |
| K. Schindler  | 13         | 0          | 0           | 0          | 2                 | 0                 | 0                 | 0                 | 15       | 0      | 0           | 0          |
| B. Schmitz    | 18         | 0          | 1           | 0          | 1                 | 0                 | 0                 | 0                 | 19       | 0      | 1           | 0          |
| B. Scott      | 0          | 0          | 0           | 0          | 0                 | 0                 | 0                 | 0                 | 0        | 0      | 0           | 0          |
| E. Skhiri     | 32         | 1          | 4           | 0          | 1                 | 0                 | 0                 | 0                 | 33       | 1      | 4           | 0          |
| L. Sobiech    | 1          | 0          | 1           | 0          | 0                 | 0                 | 0                 | 0                 | 1        | 0      | 1           | 0          |
| S. Terodde    | 23         | 3          | 4           | 0          | 2                 | 1                 | 0                 | 0                 | 25       | 4      | 4           | 0          |
| J. Thielmann  | 12         | 0          | 2           | 0          | 0                 | 0                 | 0                 | 0                 | 12       | 0      | 2           | 0          |
| M. Uth        | 15         | 5          | 5           | 0          | 0                 | 0                 | 0                 | 0                 | 15       | 5      | 5           | 0          |
| B. Verstraete | 9          | 0          | 3           | 0          | 1                 | 0                 | 1                 | 0                 | 10       | 0      | 4           | 0          |
| R. Voloder    | 0          | 0          | 0           | 0          | 0                 | 0                 | 0                 | 0                 | 0        | 0      | 0           | 0          |
| S. Özcan      | 0          | 0          | 0           | 0          | 0                 | 0                 | 0                 | 0                 | 0        | 0      | 0           | 0          |